# 헤르베르트 크반트
헤르베르트 베르너 크반트(독일어: Herbert Werner Quandt, 1910년 6월 22일 ~ 1982년 6월 2일)는 독일의 산업가이자 나치당의 일원으로, BMW가 파산할 지경에 이르렀을 때 BMW를 구했고, 그렇게 함으로써 큰 이익을 얻었다고 인정받았다. 콴트는 또한 제2차 세계 대전 동안 수 만 명의 노예 노동자들이 그의 가족의 공장들에서 사용하는 것을 감독했는데, 그들 중 다수는 사망했다.